# نوب (بني مطر)

تعديل مصدري - تعديل

نوب هي إحدى قرى عزلة شهاب الأسفل بمديرية بني مطر التابعة لمحافظة صنعاء، بلغ تعداد سكانها 475 نسمة حسب تعداد اليمن لعام 2004.